# The Lab
The Lab — відеогра у віртуальній реальності (VR), розроблена Valve і випущена для Windows 5 квітня 2016 року. Вона використовує технологію VR, для демонстрації серії ігрових можливостей, доступних через кімнату-хаб. Дія гри розгортається у всесвіті Portal і пропонує вісім різних типів ігор, які включають короткі демонстраційні режими, що використовують різні аспекти можливостей віртуальної реальності. Під час 20-ї щорічної церемонії нагородження D.I.C.E. Awards Academy of Interactive Arts & Sciences номінувала The Lab на премію D.I.C.E. за Гру року з імерсивною реальністю.

## Ігровий процес
Більшість пересувань у The Lab використовує повний 3D-рух за допомогою системи відстеження HTC Vive і двох ручних контролерів руху (або під'єднаного Steam Controller). У кімнаті хабу гравець може досліджувати простір навколо себе в межах своєї фізичної площі, а також мандрувати далі, використовуючи кнопки контролера для телепортації в різні частини простору. Ця можливість переміщення також використовується в деяких міні-іграх. Контролери руху також необхідні для того, щоб підіймати та утримувати предмети в ігровому світі, зокрема лук, інструменти для ремонту та кулю для боулінгу, а також діяти як фізичний об'єкт у віртуальному просторі в міні-іграх, що передбачають ухиляння від снарядів. Гравець може приєднатись до міні-гри, взявши відповідну підписану снігову кулю, з розкиданих по кімнаті хабу, і тримаючи її близько до свого обличчя.